# Schreineria flavorbitalis
Schreineria flavorbitalis är en stekelart som beskrevs av Gupta 1983. Schreineria flavorbitalis ingår i släktet Schreineria och familjen brokparasitsteklar. Inga underarter finns listade i Catalogue of Life.